# Dança das Cabeças
Dança das Cabeças es el primer álbum de Egberto Gismonti con el sello ECM, grabado en 1976 significó el despegue internacional tanto de Gismonti como de Nana Vasconcelos, quien lo acompaña como percusionista.

## Historia
En 1974, aceptó una invitación para tocar en un festival en Berlín, Alemania, y pidió a Hermeto Pascoal y Naná Vasconcelos reunirse con él en su presentación. Volviendo a Brasil, recibió una carta de ECM en 1975, invitándole a grabar con ellos. Al no saber cuál sería la importancia futura de esta invitación, aplazó la respuesta hasta el final de 1976, para luego aceptarla, imaginando que podría grabar con el grupo brasileño con quien tocaba por entonces: el baterista y percusionista Robertinho Silva, el bajista Luis Alves, y el saxofonista y flautista Nivaldo Ornelas. Sin embargo la dictadura militar brasileña impuso precios excesivamente altos para salir del país, por lo que finalmente viajó a grabar solo. De esta manera Gismonti viajaba a Noruega para comenzar lo que sería la explosión de su carrera internacional.
Una vez en Noruega se reunió con Naná Vasconcelos a quien le explicó el concepto del disco. Se trataba de la historia de dos chicos vagando a través de un denso y húmedo bosque tropical, lleno de insectos y animales, manteniendo una distancia de 180 metros el uno del otro. Sabía que Vasconcelos aceptaría sin dudarlo, y lo hizo. Su primer álbum con ECM titulado Dança das cabeças (1976), recibió variados reconocimientos internacionales, fue nominado a álbum del año por Stereo Review y recibió el premio Großer Deutscher Schallplattenpreis, a la vez que recibió contradictorias categorizaciones que reflejan la riqueza cultural de Brasil y su incomprensión: en Inglaterra, fue concedida como pop; en los Estados Unidos, como folclore; y en Alemania, como música clásica. De cualquier manera, la vida de ambos artistas cambió: Vasconcelos se convirtió inmediatamente en un requerido artista internacional, de gira por todo el mundo, y Gismonti regresó a Brasil, decidido a la investigación de la música de los indígenas del Amazonas.
- Datos: Q5221484